# Serie B 2006-2007
La Serie B 2006-2007 è stata la 75ª edizione del secondo livello del campionato italiano di calcio a girone unico, disputata tra il 9 settembre 2006 e il 10 giugno 2007 e conclusa con la vittoria della Juventus, al suo primo titolo.
Capocannoniere del torneo è stato Alessandro Del Piero (Juventus) con 20 reti.

## Stagione

### Novità

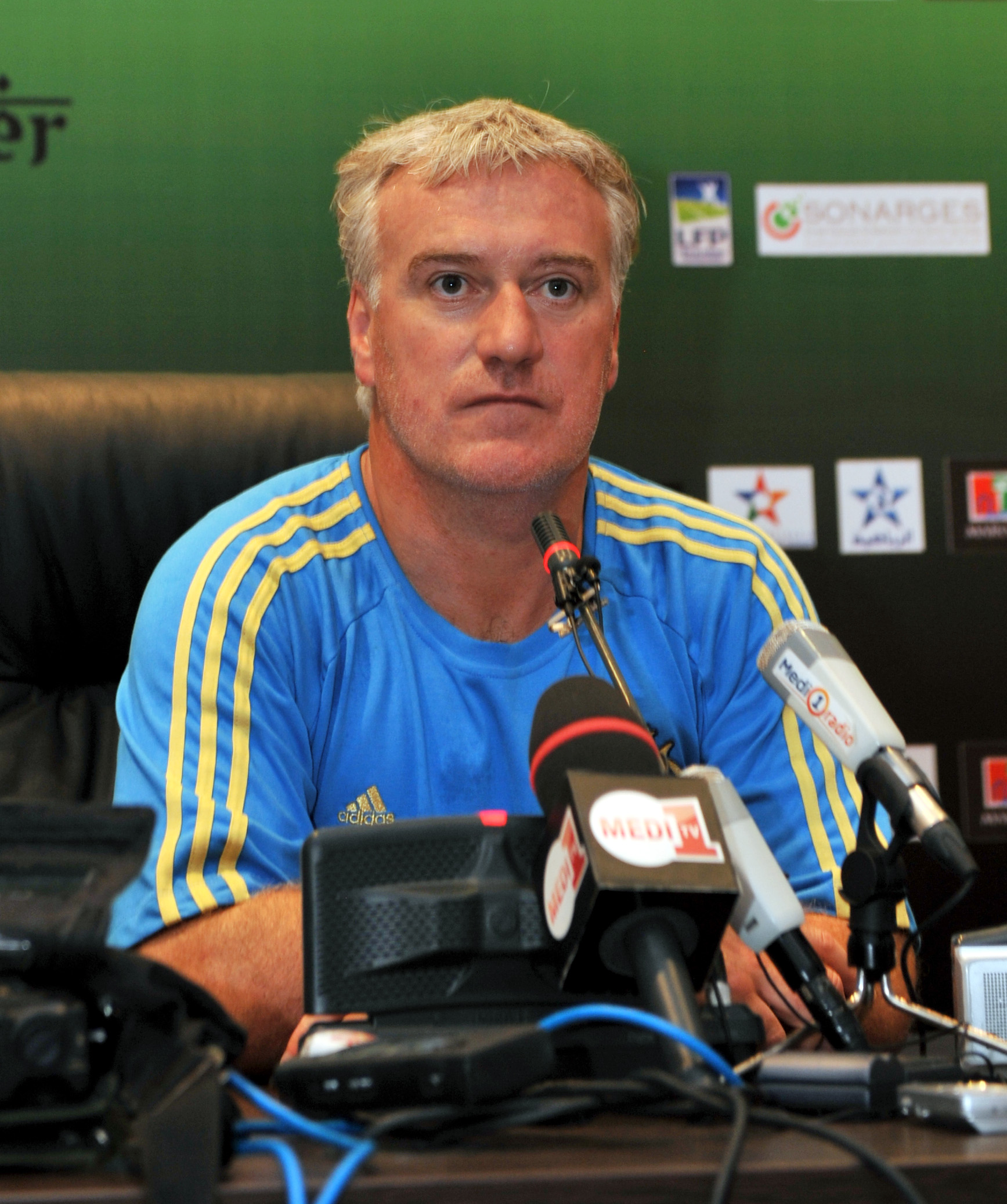
Il francese Didier Deschamps, tecnico della Juventus per la prima volta relegata tra i cadetti, che vince il campionato e torna subito in Serie A.

L'edizione 2006-2007 si rivela tra i più competitivi campionati di Serie B dal secondo dopoguerra. A causa delle sentenze dello scandalo Calciopoli emerso nei mesi precedenti, per la prima volta la plurititolata Juventus si ritrova declassata d'ufficio in seconda serie, con una forte penalizzazione in classifica (–30, poi ridotta a –17 e infine a –9 dall'Arbitrato del CONI).
I bianconeri trovano in cadetteria altre blasonate rivali quali il Bologna e le neopromosse Genoa e Napoli, queste ultime in risalita dalle serie minori dopo, rispettivamente, una retrocessione per illecito e un fallimento societario: un quartetto di candidate alla promozione che assomma – all'epoca – un totale di quarantacinque scudetti, catalizzando l'attenzione di addetti ai lavori, media e tifosi come mai era accaduto prima alla Serie B, colloquialmente appellata per questa edizione come una sorta di «Serie A2».
Tra le altre formazioni, anche l'Arezzo paga una penalizzazione di –6 per i fatti di Calciopoli, mentre la Triestina subisce un –1 per ritardi nella gestione economica; per lo stesso motivo, identica penalizzazione verrà assegnata a campionato in corso anche al Pescara. Tra le prime volte di questa edizione, oltre alla succitata Juventus c'è il debutto in B del neopromosso Frosinone oltreché la novità della premiazione in campo per la formazione prima classificata con un trofeo dedicato, la Coppa Ali della Vittoria.

### Calciomercato
La Juventus, come conseguenza della retrocessione d'ufficio, vede partire molti dei protagonisti delle stagioni precedenti come Emerson, Ibrahimović, Thuram e Vieira, insieme a Fabio Cannavaro e Zambrotta, gli ultimi due neocampioni del mondo con gli azzurri; altri tre bianconeri campioni del mondiale in Germania, Buffon, Camoranesi e il capitano Del Piero, insieme a Nedvěd e Trezeguet, decidono invece di seguire la squadra tra i cadetti con l'obiettivo di riportarla immediatamente in massima serie. Su questa intelaiatura i piemontesi vanno a inserire il francese Boumsong in difesa, Marchionni e Palladino a centrocampo e Božinov in attacco, facendo inoltre affidamento tra le seconde linee a promettenti elementi del vivaio quali De Ceglie, Giovinco, Paro e soprattutto Marchisio, quest'ultimo futura bandiera bianconera.
Tra le altre candidate alla promozione, il Napoli si rinforza in difesa con Paolo Cannavaro, di ritorno nella sua città natale e nella squadra in cui è cresciuto, e Domizzi, oltre a integrare Bucchi nel reparto avanzato. Anche il Genoa puntella la retroguardia con Criscito, in prestito dalla Juventus, e De Rosa; dopo l'inserimento in mezzo al campo di Milanetto, si punta poi sull'attacco con il brasiliano Adaílton e un altro ex juventino, Sculli. Molti arrivi al Bologna che riprende il portiere Antonioli e il difensore Castellini, entrambi dalla Sampdoria, insieme all'altro centrale Manfredini; si scommette inoltre sul fantasista franco-algerino Meghni, prelevato oltralpe dal Sochaux.

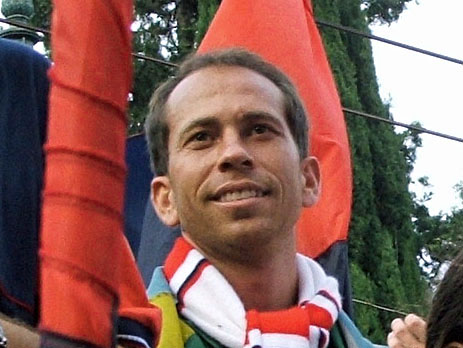
Il brasiliano Adaílton, 11 reti nel Genoa terzo classificato.

Dietro al lotto delle favorite, il Lecce prende il brasiliano Angelo e lo slovacco Petráš, mentre in avanti accoglie dall'Atalanta il promettente italo-argentino Osvaldo. L'altra retrocessa dalla massima serie, il Treviso, pensa soprattutto alla retroguardia con il portiere Avramov e il difensore Lorenzi. Il Brescia potenzia l'attacco con la coppia Colombo-Serafini, dando inoltre definitiva fiducia al giovane slovacco Hamšík. Il Bari inserisce Gervasoni in difesa e Ganci in avanti. Il Verona punta sul fantasista Cossu mentre il Piacenza prende il portiere Coppola e il futuro nazionale Nocerino. Il Cesena si affida al centrocampista Lazzari e al promettente attaccante Pellè. Al Modena arrivano il difensore Abate e il trequartista Pinardi, così come al Vicenza giunge Raimondi e, ad Arezzo, Goretti e la punta Volpato.
L'AlbinoLeffe cede la bandiera Regonesi al Rimini in cambio di Rabito, oltre a mettere sotto contratto Ferrari; da par loro i romagnoli, che acquistano Pagano, ottengono inoltre in prestito due prospetti quali il portiere Handanovič e l'attaccante Matri. Il Mantova scommette in difesa su Cristante. Il Pescara si assicura il "colpo" Ferrante per l'attacco, cedendo alla Triestina l'esperto Pesaresi; gli alabardati fanno propria anche la coppia di ex modenesi Graffiedi-Pivotto. Il Crotone si affida all'attaccante argentino López, mentre lo Spezia pesca nella Ternana con Frara e la punta Dionigi. Infine la matricola Frosinone si assicura tre nomi di rilievo per la categoria quali Cannarsa, il fantasista Lodi e la punta Margiotta.

### Avvenimenti

#### Girone di andata

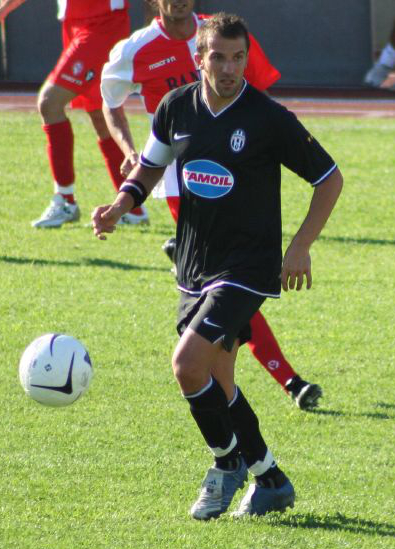
Alessandro Del Piero della Juventus, miglior marcatore del torneo con 20 reti.

Con partenza fissata per il 9 settembre 2006, nelle prime giornate a combattere per il vertice della classifica sono numerose società, ossia Bologna, Brescia, Genoa, Lecce, Mantova, Napoli, Piacenza e Rimini. Per via di alcuni passi falsi delle inseguitrici, partenopei e genoani riescono a guadagnare un certo vantaggio; ma da dietro è la Juventus di Didier Deschamps che, dopo un avvio in sordina a causa del difficile impatto con la categoria, e giovando di alcuni successivi sconti di penalizzazione, si fa sempre più vicina alla testa della classifica tanto che già alla nona giornata si ritrova catapultata dal terzultimo al secondo posto.
Al termine del girone di andata i bianconeri sono in vetta e cominciano a frapporre sempre più punti tra sé e gli inseguitori; mentre le altre si contendono il secondo posto, nelle retrovie Pescara, Crotone e, un po' a sorpresa, anche il Verona si fanno distanziare dalle altre squadre, rimanendo bloccate in fondo alla graduatoria.

#### Girone di ritorno
Nella seconda parte del girone di ritorno la Vecchia Signora prosegue la sua marcia trascinata dalle reti del trio offensivo Nedvěd-Trezeguet-Del Piero – quest'ultimo a fine stagione capocannoniere con 20 reti –, raggiungendo la promozione aritmetica dopo la vittoria sull'Arezzo alla quart'ultima giornata; tuttavia nel turno successivo il tecnico Deschamps, entrato in rotta coi vertici societari, rassegna le dimissioni sicché la stagione bianconera viene portata platonicamente a termine dal vice Giancarlo Corradini.

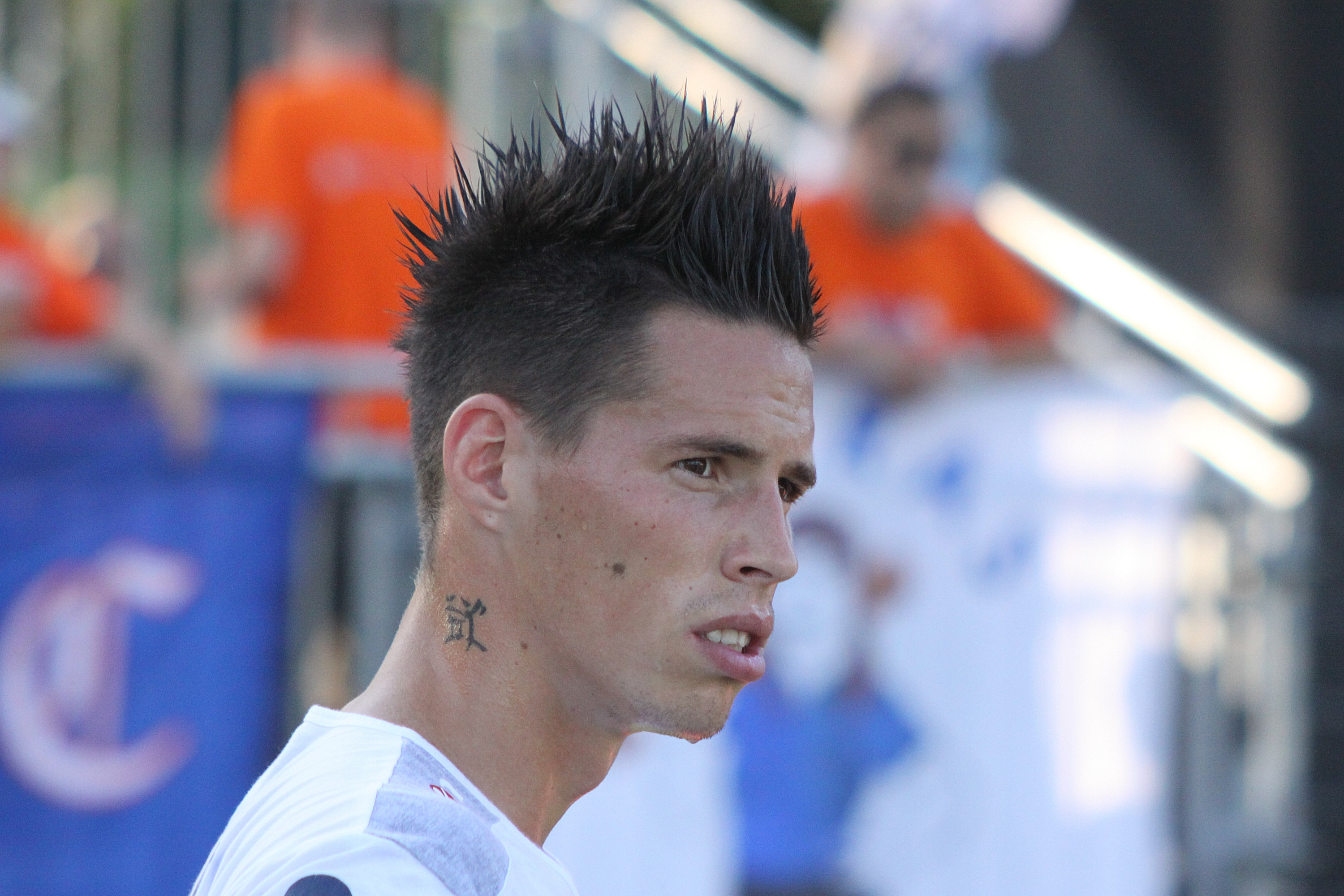
Il giovane centrocampista slovacco Marek Hamšík, 10 reti nel Brescia alla sua prima stagione da titolare.

Intanto dietro la capolista, Napoli e Genoa tengono il passo, anche grazie a una vittoria dei partenopei in casa del Brescia di un sempre più lanciato Hamšík. All'ultima giornata, in programma il 10 giugno 2007, è previsto lo scontro diretto tra la compagine azzurra di Edoardo Reja e quella rossoblù di Gian Piero Gasperini, distanziate di un punto in favore dei campani; le candidate agli eventuali play-off si affidano al Piacenza, staccato di dieci punti dalla terza e che, vincendo, potrebbe ricucire lo svantaggio a nove lunghezze dalla terza classificata, distanza massima per la disputa degli spareggi promozione. Invece Napoli e Genoa pareggiano e la stessa cosa fanno i piacentini, mantenendo così i distacchi invariati, sicché anche azzurri e rossoblù vengono promossi direttamente in una Serie A che vede il ritorno di tre importanti società, il trio che ha monopolizzato questa particolare edizione del campionato cadetto.
Frattanto, in coda alla classifica la situazione diviene molto più incerta rispetto al girone di andata. Pescara e Crotone confermano le negative prestazioni avute nella tornata iniziale e retrocedono con diverse giornate di anticipo, mentre Arezzo, Modena, Spezia, Triestina e Verona si contendono la salvezza fino all'ultimo; in particolare aretini e veneti tentano due belle rimonte, seppure l'epilogo del campionato sarà diverso per le due squadre. I gialloblù mettono insieme undici risultati utili consecutivi nel corso della tornata, che permettono loro di scampare alla retrocessione diretta e di accedere quantomeno al play-out; invece agli amaranto, peraltro passati fra vari avvicendamenti in panchina tra Maurizio Sarri e Antonio Conte, non bastano le sette vittorie conquistate nelle ultime nove giornate per evitare il declassamento, sancito dal terzultimo posto finale: ai toscani è fatale la vittoria dei rivali spezzini all'ultimo turno sul campo di un'ormai appagata Juventus, risultato che vale la conquista del play-out anche per i liguri. D'altra parte, si salvano il Modena, vittorioso in casa contro il Frosinone, e la Triestina, grazie al pareggio ottenuto nella giornata conclusiva col Piacenza, risultato che consente agli alabardati di terminare il campionato a pari punti con gli scaligeri, evitando tuttavia il play-out grazie agli scontri diretti favorevoli.
A questo punto Spezia e Verona, nonostante le vittorie ottenute nel turno finale di campionato, si devono misurare in un doppio spareggio salvezza. Le due gare si concludono con la vittoria casalinga dei liguri per 2-1 all'andata e con uno pareggio per 0-0 al ritorno in trasferta: dopo sessantasei anni dalla precedente retrocessione nell'allora Serie C, davanti al proprio pubblico del Bentegodi il Verona cade in C1.

## Squadre partecipanti
| Club        | Stagione | Città               | Stadio                                   | Stagione precedente                              |
| ----------- | -------- | ------------------- | ---------------------------------------- | ------------------------------------------------ |
| AlbinoLeffe | dettagli | Albino e Leffe (BG) | Stadio Atleti Azzurri d'Italia (Bergamo) | 18º posto in Serie B                             |
| Arezzo      | dettagli | Arezzo              | Stadio Città di Arezzo                   | 7º posto in Serie B                              |
| Bari        | dettagli | Bari                | Stadio San Nicola                        | 13º posto in Serie B                             |
| Bologna     | dettagli | Bologna             | Stadio Renato Dall'Ara                   | 8º posto in Serie B                              |
| Brescia     | dettagli | Brescia             | Stadio Mario Rigamonti                   | 10º posto in Serie B                             |
| Cesena      | dettagli | Cesena              | Stadio Dino Manuzzi                      | 6º posto in Serie B                              |
| Crotone     | dettagli | Crotone             | Stadio Ezio Scida                        | 9º posto in Serie B                              |
| Frosinone   | dettagli | Frosinone           | Stadio Comunale "Matusa"                 | 2º posto in Serie C1/B, promosso dopo i play-off |
| Genoa       | dettagli | Genova              | Stadio Luigi Ferraris                    | 2º posto in Serie C1/A, promosso dopo i play-off |
| Juventus    | dettagli | Torino              | Stadio Olimpico di Torino                | 20º posto in Serie A, retrocessa                 |
| Lecce       | dettagli | Lecce               | Stadio Via del Mare                      | 18º posto in Serie A, retrocesso                 |
| Mantova     | dettagli | Mantova             | Stadio Danilo Martelli                   | 4º posto in Serie B                              |
| Modena      | dettagli | Modena              | Stadio Alberto Braglia                   | 5º posto in Serie B                              |
| Napoli      | dettagli | Napoli              | Stadio San Paolo                         | 1º posto in Serie C1/B, promosso                 |
| Pescara     | dettagli | Pescara             | Stadio Adriatico                         | 11º posto in Serie B                             |
| Piacenza    | dettagli | Piacenza            | Stadio Leonardo Garilli                  | 12º posto in Serie B                             |
| Rimini      | dettagli | Rimini              | Stadio Romeo Neri                        | 17º posto in Serie B                             |
| Spezia      | dettagli | La Spezia           | Stadio Alberto Picco                     | 1º posto in Serie C1/A, promosso                 |
| Treviso     | dettagli | Treviso             | Stadio Omobono Tenni                     | 19º posto in Serie A, retrocesso                 |
| Triestina   | dettagli | Trieste             | Stadio Nereo Rocco                       | 14º posto in Serie B                             |
| Verona      | dettagli | Verona              | Stadio Marcantonio Bentegodi             | 15º posto in Serie B                             |
| Vicenza     | dettagli | Vicenza             | Stadio Romeo Menti                       | 16º posto in Serie B                             |

## Allenatori e primatisti
| Squadra     | Allenatore | Calciatore più presente                         | Cannoniere                             |
| ----------- | --- | ----------------------------------------------- | -------------------------------------- |
| AlbinoLeffe | Emiliano Mondonico | Riccardo Colombo, Marco Gori (37)               | Francesco Ruopolo (7)                  |
| Arezzo      | Antonio Conte (1ª-9ª) Maurizio Sarri (10ª-21ª) Antonio Conte (22ª) Maurizio Sarri (23ª-28ª) Antonio Conte (29ª-42ª)                    | Antonio Floro Flores (40)                       | Antonio Floro Flores (14)              |
| Bari        | Rolando Maran (1ª-21ª) Giuseppe Materazzi (22ª) Rolando Maran (23ª-25ª) Giuseppe Materazzi (26ª-42ª)                                   | Jean François Gillet (42)                       | Vincenzo Santoruvo (9)                 |
| Bologna     | Renzo Ulivieri (1ª-21ª) Luca Cecconi (22ª) Renzo Ulivieri (23ª-29ª) Luca Cecconi (30ª) Renzo Ulivieri (31ª-34ª) Luca Cecconi (35ª-42ª) | Francesco Antonioli (42)                        | Claudio Bellucci (19)                  |
| Brescia     | Mario Somma (1ª-25ª) Serse Cosmi (26ª-42ª)                                                                                             | Marek Hamšík, Emiliano Viviano (40)             | Davide Possanzini (13)                 |
| Cesena      | Fabrizio Castori | Roberto Biserni (41)                            | Papa Waigo (14)                        |
| Crotone     | Elio Gustinetti (1ª-21ª) Guido Carboni (22ª) Elio Gustinetti (23ª) Guido Carboni (24ª-42ª)                                             | Jaroslav Šedivec (37)                           | Jaroslav Šedivec (6)                   |
| Frosinone   | Ivo Iaconi | Massimo Perra (41)                              | Francesco Lodi, Massimo Margiotta (11) |
| Genoa       | Gian Piero Gasperini | Manuel Coppola (38)                             | Adaílton (11)                          |
| Juventus    | Didier Deschamps (1ª-40ª) Giancarlo Corradini (41ª-42ª)                                                                                | Federico Balzaretti, Alessandro Birindelli (37) | Alessandro Del Piero (20)              |
| Lecce       | Zdeněk Zeman (1ª-18ª) Giuseppe Papadopulo (19ª-42ª)                                                                                    | Jaime Valdés (39)                               | Simone Tiribocchi (11)                 |
| Mantova     | Domenico Di Carlo | Emiliano Tarana (41)                            | Gaetano Caridi (11)                    |
| Modena      | Daniele Zoratto (1ª-21ª) Bortolo Mutti (22ª) Daniele Zoratto (23ª) Bortolo Mutti (24ª-42ª)                                             | Giorgio Frezzolini (41)                         | Alex Pinardi (10)                      |
| Napoli      | Edoardo Reja | Paolo Cannavaro, Gennaro Iezzo (39)             | Emanuele Calaiò (14)                   |
| Pescara     | Davide Ballardini (1ª-6ª) Aldo Ammazzalorso (7ª-19ª) Luigi De Rosa (20ª-42ª)                                                           | Marco Martini (37)                              | Marco Martini (8)                      |
| Piacenza    | Giuseppe Iachini | Ferdinando Coppola (42)                         | Daniele Cacia (14)                     |
| Rimini      | Leonardo Acori | Adrián Ricchiuti (41)                           | Jeda (13)                              |
| Spezia      | Antonio Soda | Nicola Santoni (40)                             | Massimiliano Guidetti (11)             |
| Treviso     | Diego Bortoluzzi (1ª-10ª) Ezio Rossi (11ª-42ª)                                                                                         | Vlada Avramov (38)                              | Robert Acquafresca (11)                |
| Triestina   | Andrea Agostinelli (1ª-21ª) Franco Varrella (22ª) Andrea Agostinelli (23ª-25ª) Franco Varrella (26ª-42ª)                               | Generoso Rossi (42)                             | Riccardo Allegretti (6)                |
| Verona      | Massimo Ficcadenti (1ª-18ª) Gian Piero Ventura (19ª-42ª e play-out)                                                                    | Gianluca Pegolo (41)                            | Antimo Iunco (5)                       |
| Vicenza     | Giancarlo Camolese (1ª-5ª) Angelo Gregucci (6ª-42ª)                                                                                    | Cristian Raimondi, Adriano Zancopè (40)         | Stefan Schwoch (11)                    |

## Classifica finale
|        | Pos. | Squadra        | Pt | G  | V  | N  | P  | GF | GS | DR  |
| ------ | ---- | -------------- | -- | -- | -- | -- | -- | -- | -- | --- |
|        | 1.   | Juventus (-9)  | 85 | 42 | 28 | 10 | 4  | 83 | 30 | +53 |
|        | 2.   | Napoli         | 79 | 42 | 21 | 16 | 5  | 52 | 29 | +23 |
| [ 33 ] | 3.   | Genoa          | 78 | 42 | 23 | 9  | 10 | 68 | 44 | +24 |
|        | 4.   | Piacenza       | 68 | 42 | 20 | 8  | 14 | 57 | 50 | +7  |
|        | 5.   | Rimini         | 67 | 42 | 17 | 16 | 9  | 55 | 38 | +17 |
|        | 6.   | Brescia        | 67 | 42 | 19 | 10 | 13 | 51 | 43 | +8  |
|        | 7.   | Bologna        | 65 | 42 | 18 | 11 | 13 | 52 | 43 | +9  |
|        | 8.   | Mantova        | 64 | 42 | 15 | 19 | 8  | 47 | 36 | +11 |
|        | 9.   | Lecce          | 58 | 42 | 17 | 7  | 18 | 56 | 53 | +3  |
|        | 10.  | AlbinoLeffe    | 53 | 42 | 11 | 20 | 11 | 46 | 48 | -2  |
|        | 11.  | Vicenza        | 50 | 42 | 12 | 14 | 16 | 42 | 43 | -1  |
|        | 12.  | Frosinone      | 50 | 42 | 12 | 14 | 16 | 44 | 54 | -10 |
|        | 13.  | Treviso        | 50 | 42 | 11 | 17 | 14 | 44 | 47 | -3  |
|        | 14.  | Bari           | 50 | 42 | 12 | 14 | 16 | 40 | 46 | -6  |
|        | 15.  | Cesena         | 49 | 42 | 12 | 13 | 17 | 51 | 66 | -15 |
|        | 16.  | Modena         | 49 | 42 | 12 | 13 | 17 | 38 | 46 | -8  |
| [ 34 ] | 17.  | Triestina (-1) | 48 | 42 | 11 | 16 | 15 | 37 | 48 | -11 |
|        | 18.  | Verona         | 48 | 42 | 12 | 12 | 18 | 34 | 46 | -12 |
|        | 19.  | Spezia         | 46 | 42 | 11 | 13 | 18 | 50 | 61 | -11 |
|        | 20.  | Arezzo (-6)    | 45 | 42 | 12 | 15 | 15 | 42 | 46 | -4  |
|        | 21.  | Crotone        | 32 | 42 | 7  | 11 | 24 | 36 | 67 | -31 |
|        | 22.  | Pescara (-1)   | 24 | 42 | 5  | 10 | 27 | 36 | 77 | -41 |

Legenda:
      Promosso in Serie A 2007-2008.
  Partecipa ai play-off o ai play-out.
      Retrocesso in Serie C1 2007-2008.
Regolamento:
Tre punti a vittoria, uno a pareggio, zero a sconfitta.
In caso di arrivo di due o più squadre a pari punti, la graduatoria verrà stilata secondo la classifica avulsa tra le squadre interessate che prevede, in ordine, i seguenti criteri:
- Punti negli scontri diretti.
- Differenza reti negli scontri diretti.
- Differenza reti generale.
- Reti realizzate in generale.
- Sorteggio.

Note:
La Juventus ha scontato 9 punti di penalizzazione.
L'Arezzo ha scontato 6 punti di penalizzazione.
Il Pescara ha scontato 1 punto di penalizzazione.
La Triestina ha scontato 1 punto di penalizzazione.

### Squadra campione
| Formazione tipo | Giocatori (presenze)                                                  |
| --- | --------------------------------------------------------------------- |
| Buffon Birindelli Boumsong Chiellini Balzaretti Camoranesi Paro Zanetti Nedvěd Trezeguet Del Piero | Gianluigi Buffon (37)                                                 |
| Buffon Birindelli Boumsong Chiellini Balzaretti Camoranesi Paro Zanetti Nedvěd Trezeguet Del Piero | Alessandro Birindelli (37)                                            |
| Buffon Birindelli Boumsong Chiellini Balzaretti Camoranesi Paro Zanetti Nedvěd Trezeguet Del Piero | Jean-Alain Boumsong (33)                                              |
| Buffon Birindelli Boumsong Chiellini Balzaretti Camoranesi Paro Zanetti Nedvěd Trezeguet Del Piero | Giorgio Chiellini (32)                                                |
| Buffon Birindelli Boumsong Chiellini Balzaretti Camoranesi Paro Zanetti Nedvěd Trezeguet Del Piero | Federico Balzaretti (37)                                              |
| Buffon Birindelli Boumsong Chiellini Balzaretti Camoranesi Paro Zanetti Nedvěd Trezeguet Del Piero | Mauro Germán Camoranesi (33)                                          |
| Buffon Birindelli Boumsong Chiellini Balzaretti Camoranesi Paro Zanetti Nedvěd Trezeguet Del Piero | Matteo Paro (28)                                                      |
| Buffon Birindelli Boumsong Chiellini Balzaretti Camoranesi Paro Zanetti Nedvěd Trezeguet Del Piero | Cristiano Zanetti (25)                                                |
| Buffon Birindelli Boumsong Chiellini Balzaretti Camoranesi Paro Zanetti Nedvěd Trezeguet Del Piero | Pavel Nedvěd (33)                                                     |
| Buffon Birindelli Boumsong Chiellini Balzaretti Camoranesi Paro Zanetti Nedvěd Trezeguet Del Piero | David Trezeguet (31)                                                  |
| Buffon Birindelli Boumsong Chiellini Balzaretti Camoranesi Paro Zanetti Nedvěd Trezeguet Del Piero | Alessandro Del Piero (35)                                             |
| Buffon Birindelli Boumsong Chiellini Balzaretti Camoranesi Paro Zanetti Nedvěd Trezeguet Del Piero | Allenatore: Didier Deschamps (1ª-40ª) - Giancarlo Corradini (41ª-42ª) |
| Altri giocatori: Claudio Marchisio (25), Raffaele Palladino (25), Marco Marchionni (25), Jonathan Zebina (24), Giuliano Giannichedda (20), Valeri Božinov (18), Robert Kovač (17), Marcelo Zalayeta (16), Nicola Legrottaglie (10), Paolo De Ceglie (8), Antonio Mirante (7), Felice Piccolo (7), Dario Venitucci (5), Raffaele Bianco (4), Sebastian Giovinco (3), Tomás Guzmán (1), Davide Lanzafame (1). |                                                                       |

## Risultati

### Tabellone
|             | Alb    | Are    | Bar    | Bol    | Bre    | Ces    | Cro    | Fro    | Gen    | Juv    | Lec    | Man    | Mod    | Nap    | Pes    | Pia    | Rim    | Spe    | Tre    | Tri    | Ver    | Vic    |
| ----------- | ------ | ------ | ------ | ------ | ------ | ------ | ------ | ------ | ------ | ------ | ------ | ------ | ------ | ------ | ------ | ------ | ------ | ------ | ------ | ------ | ------ | ------ |
| AlbinoLeffe | ––––\| | 0-0    | 2-3    | 2-5    | 2-3    | 3-3    | 2-1    | 1-1    | 1-1    | 1-1    | 0-0    | 2-1    | 0-0    | 1-0    | 0-0    | 2-0    | 0-0    | 0-0    | 3-1    | 2-1    | 1-1    | 0-0    |
| Arezzo      | 2-1    | ––––\| | 0-1    | 1-1    | 0-2    | 3-0    | 0-0    | 0-0    | 0-0    | 1-5    | 0-1    | 1-1    | 0-0    | 0-0    | 4-1    | 1-0    | 4-1    | 1-1    | 1-2    | 0-1    | 3-1    | 2-1    |
| Bari        | 0-0    | 1-1    | ––––\| | 2-0    | 1-1    | 0-2    | 2-1    | 1-1    | 2-2    | 1-0    | 1-1    | 0-1    | 1-0    | 0-1    | 1-2    | 1-2    | 2-2    | 2-0    | 2-0    | 0-0    | 0-1    | 0-0    |
| Bologna     | 1-0    | 1-0    | 2-0    | ––––\| | 0-1    | 1-1    | 2-1    | 1-0    | 3-1    | 0-1    | 3-1    | 1-1    | 2-0    | 2-3    | 2-1    | 0-2    | 1-3    | 2-1    | 0-0    | 0-0    | 2-0    | 2-1    |
| Brescia     | 1-1    | 1-0    | 0-0    | 1-1    | ––––\| | 4-2    | 2-2    | 1-0    | 0-2    | 3-1    | 1-0    | 0-0    | 1-0    | 0-1    | 2-1    | 2-0    | 0-2    | 1-1    | 2-1    | 2-0    | 0-0    | 3-0    |
| Cesena      | 2-2    | 2-0    | 1-0    | 1-4    | 2-1    | ––––\| | 3-1    | 2-1    | 2-1    | 2-2    | 0-0    | 1-1    | 1-0    | 1-1    | 3-3    | 1-1    | 1-1    | 1-0    | 0-0    | 0-1    | 0-1    | 1-2    |
| Crotone     | 1-1    | 1-2    | 3-2    | 0-0    | 0-0    | 1-2    | ––––\| | 2-3    | 0-3    | 0-3    | 1-3    | 2-1    | 3-0    | 2-1    | 2-2    | 0-0    | 0-2    | 0-2    | 0-2    | 0-0    | 0-1    | 0-1    |
| Frosinone   | 2-0    | 0-0    | 1-0    | 2-1    | 2-1    | 4-1    | 1-1    | ––––\| | 0-2    | 0-2    | 2-1    | 1-1    | 0-0    | 1-2    | 0-0    | 0-1    | 2-1    | 2-2    | 1-1    | 2-0    | 2-1    | 0-2    |
| Genoa       | 1-0    | 3-0    | 0-0    | 3-0    | 3-0    | 4-3    | 1-1    | 3-2    | ––––\| | 1-1    | 1-0    | 2-1    | 1-0    | 0-0    | 3-0    | 2-0    | 2-1    | 1-2    | 2-1    | 3-2    | 3-1    | 2-0    |
| Juventus    | 1-1    | 2-2    | 4-2    | 3-1    | 2-0    | 2-1    | 5-0    | 1-0    | 3-1    | ––––\| | 4-1    | 2-0    | 4-0    | 2-0    | 2-0    | 4-0    | 0-0    | 2-3    | 1-0    | 5-1    | 1-0    | 2-1    |
| Lecce       | 3-1    | 1-0    | 1-3    | 2-1    | 2-1    | 2-0    | 0-1    | 5-0    | 3-2    | 1-3    | ––––\| | 2-0    | 1-0    | 1-1    | 4-1    | 1-0    | 1-2    | 0-1    | 1-1    | 2-2    | 2-0    | 1-2    |
| Mantova     | 0-0    | 1-1    | 0-0    | 0-2    | 2-1    | 4-3    | 3-0    | 1-1    | 1-0    | 1-0    | 4-0    | ––––\| | 1-0    | 1-0    | 2-1    | 1-0    | 2-1    | 0-0    | 0-0    | 1-1    | 0-2    | 2-0    |
| Modena      | 0-3    | 1-1    | 2-1    | 1-1    | 1-0    | 0-1    | 3-2    | 2-1    | 2-0    | 0-1    | 2-0    | 2-2    | ––––\| | 0-0    | 2-0    | 1-2    | 0-0    | 4-0    | 1-0    | 1-0    | 0-1    | 1-1    |
| Napoli      | 1-0    | 2-2    | 1-1    | 1-0    | 3-1    | 2-0    | 1-0    | 1-1    | 1-1    | 1-1    | 1-0    | 0-0    | 1-1    | ––––\| | 1-0    | 1-0    | 1-0    | 3-1    | 4-2    | 1-1    | 1-0    | 0-0    |
| Pescara     | 2-3    | 1-2    | 0-1    | 0-1    | 1-3    | 1-0    | 2-3    | 0-2    | 2-1    | 0-1    | 2-1    | 0-0    | 2-6    | 0-1    | ––––\| | 0-2    | 0-5    | 0-2    | 2-2    | 2-0    | 0-0    | 0-0    |
| Piacenza    | 1-1    | 1-0    | 2-1    | 1-0    | 1-2    | 4-0    | 2-1    | 3-0    | 3-1    | 0-2    | 3-2    | 3-4    | 5-1    | 2-1    | 3-1    | ––––\| | 1-1    | 2-1    | 1-0    | 1-1    | 1-0    | 0-3    |
| Rimini      | 1-1    | 0-2    | 0-1    | 0-0    | 2-0    | 1-0    | 1-0    | 2-1    | 1-0    | 1-1    | 1-0    | 2-1    | 1-1    | 1-1    | 2-2    | 2-0    | ––––\| | 2-1    | 2-0    | 1-1    | 3-0    | 1-1    |
| Spezia      | 3-1    | 3-1    | 1-2    | 2-0    | 1-3    | 1-1    | 2-1    | 1-1    | 1-2    | 1-1    | 0-2    | 1-1    | 0-1    | 0-1    | 2-2    | 3-3    | 3-4    | ––––\| | 1-2    | 2-2    | 1-0    | 1-0    |
| Treviso     | 3-1    | 1-3    | 0-0    | 1-1    | 2-0    | 1-1    | 1-2    | 3-0    | 2-3    | 0-1    | 1-0    | 1-1    | 1-1    | 0-3    | 1-0    | 1-1    | 1-0    | 3-0    | ––––\| | 0-0    | 1-1    | 1-1    |
| Triestina   | 1-2    | 2-0    | 1-0    | 1-3    | 0-0    | 3-1    | 2-0    | 1-0    | 0-1    | 0-1    | 2-3    | 0-0    | 1-0    | 1-3    | 2-1    | 0-0    | 1-1    | 2-1    | 1-2    | ––––\| | 1-1    | 0-0    |
| Verona      | 0-1    | 0-1    | 4-2    | 0-1    | 0-1    | 2-1    | 0-0    | 2-2    | 1-1    | 0-1    | 1-1    | 0-3    | 1-1    | 1-3    | 2-1    | 3-1    | 1-0    | 1-1    | 0-0    | 0-1    | ––––\| | 2-1    |
| Vicenza     | 0-1    | 2-0    | 3-0    | 1-1    | 1-3    | 0-1    | 1-0    | 1-2    | 1-2    | 2-2    | 1-3    | 0-0    | 2-0    | 1-1    | 1-0    | 1-2    | 1-1    | 1-0    | 2-2    | 3-0    | 0-1    | ––––\| |

### Calendario
| andata (1ª) | andata (1ª) | 1ª giornata         | ritorno (22ª) | ritorno (22ª) |
|             |             |                     |               |               |
| 8 set.      | 1-1         | Arezzo-Mantova      | 1-1           | 17 apr.       |
| 9 set.      | 2-0         | Brescia-Piacenza    | 2-1           | 17 apr.       |
| 9 set.      | 3-2         | Crotone-Bari        | 1-2           | 17 apr.       |
| 9 set.      | 3-1         | Lecce-AlbinoLeffe   | 0-0           | 17 apr.       |
| 9 set.      | 0-1         | Modena-Verona       | 1-1           | 17 apr.       |
| 9 set.      | 4-2         | Napoli-Treviso      | 3-0           | 17 apr.       |
| 9 set.      | 0-1         | Pescara-Bologna     | 1-2           | 17 apr.       |
| 9 set.      | 1-1         | Rimini-Juventus     | 0-0           | 17 apr.       |
| 11 set.     | 1-1         | Spezia-Cesena       | 0-1           | 2 feb.        |
| 9 set.      | 1-0         | Triestina-Frosinone | 0-2           | 17 apr.       |
| 9 set.      | 1-2         | Vicenza-Genoa       | 0-2           | 17 apr.       |

| andata (2ª) | andata (2ª) | 2ª giornata        | ritorno (23ª) | ritorno (23ª) |
|             |             |                    |               |               |
| 15 set.     | 0-0         | AlbinoLeffe-Modena | 3-0           | 10 feb.       |
| 15 set.     | 1-1         | Bari-Brescia       | 0-0           | 10 feb.       |
| 16 set.     | 2-1         | Bologna-Spezia     | 0-2           | 10 feb.       |
| 16 set.     | 3-1         | Cesena-Crotone     | 2-1           | 10 feb.       |
| 16 set.     | 0-0         | Frosinone-Arezzo   | 0-0           | 10 feb.       |
| 16 set.     | 2-1         | Genoa-Rimini       | 0-1           | 10 feb.       |
| 16 set.     | 2-1         | Juventus-Vicenza   | 2-2           | 10 feb.       |
| 16 set.     | 2-1         | Mantova-Pescara    | 0-0           | 10 feb.       |
| 16 set.     | 2-1         | Piacenza-Napoli    | 0-1           | 10 feb.       |
| 16 set.     | 0-0         | Treviso-Triestina  | 2-1           | 10 feb.       |
| 16 set.     | 1-1         | Verona-Lecce       | 0-2           | 10 feb.       |

| andata (1ª) | andata (1ª) | 1ª giornata         | ritorno (22ª) | ritorno (22ª) |
|             |             |                     |               |               |
| 8 set.      | 1-1         | Arezzo-Mantova      | 1-1           | 17 apr.       |
| 9 set.      | 2-0         | Brescia-Piacenza    | 2-1           | 17 apr.       |
| 9 set.      | 3-2         | Crotone-Bari        | 1-2           | 17 apr.       |
| 9 set.      | 3-1         | Lecce-AlbinoLeffe   | 0-0           | 17 apr.       |
| 9 set.      | 0-1         | Modena-Verona       | 1-1           | 17 apr.       |
| 9 set.      | 4-2         | Napoli-Treviso      | 3-0           | 17 apr.       |
| 9 set.      | 0-1         | Pescara-Bologna     | 1-2           | 17 apr.       |
| 9 set.      | 1-1         | Rimini-Juventus     | 0-0           | 17 apr.       |
| 11 set.     | 1-1         | Spezia-Cesena       | 0-1           | 2 feb.        |
| 9 set.      | 1-0         | Triestina-Frosinone | 0-2           | 17 apr.       |
| 9 set.      | 1-2         | Vicenza-Genoa       | 0-2           | 17 apr.       |

| andata (2ª) | andata (2ª) | 2ª giornata        | ritorno (23ª) | ritorno (23ª) |
|             |             |                    |               |               |
| 15 set.     | 0-0         | AlbinoLeffe-Modena | 3-0           | 10 feb.       |
| 15 set.     | 1-1         | Bari-Brescia       | 0-0           | 10 feb.       |
| 16 set.     | 2-1         | Bologna-Spezia     | 0-2           | 10 feb.       |
| 16 set.     | 3-1         | Cesena-Crotone     | 2-1           | 10 feb.       |
| 16 set.     | 0-0         | Frosinone-Arezzo   | 0-0           | 10 feb.       |
| 16 set.     | 2-1         | Genoa-Rimini       | 0-1           | 10 feb.       |
| 16 set.     | 2-1         | Juventus-Vicenza   | 2-2           | 10 feb.       |
| 16 set.     | 2-1         | Mantova-Pescara    | 0-0           | 10 feb.       |
| 16 set.     | 2-1         | Piacenza-Napoli    | 0-1           | 10 feb.       |
| 16 set.     | 0-0         | Treviso-Triestina  | 2-1           | 10 feb.       |
| 16 set.     | 1-1         | Verona-Lecce       | 0-2           | 10 feb.       |

| andata (3ª) | andata (3ª) | 3ª giornata           | ritorno (24ª) | ritorno (24ª) |
|             |             |                       |               |               |
| 19 set.     | 0-0         | Arezzo-Napoli         | 2-2           | 17 feb.       |
| 19 set.     | 2-1         | Brescia-Treviso       | 0-2           | 18 feb.       |
| 19 set.     | 0-3         | Crotone-Juventus      | 0-5           | 18 feb.       |
| 19 set.     | 2-0         | Lecce-Mantova         | 0-4           | 18 feb.       |
| 19 set.     | 2-0         | Modena-Genoa          | 0-1           | 18 feb.       |
| 19 set.     | 0-1         | Pescara-Bari          | 2-1           | 18 feb.       |
| 19 set.     | 1-0         | Piacenza-Bologna      | 2-0           | 18 feb.       |
| 19 set.     | 2-1         | Rimini-Frosinone      | 1-2           | 18 feb.       |
| 20 set.     | 1-0         | Spezia-Verona         | 1-1           | 18 feb.       |
| 19 set.     | 1-2         | Triestina-AlbinoLeffe | 1-2           | 18 feb.       |
| 20 set.     | 0-1         | Vicenza-Cesena        | 2-1           | 18 feb.       |

| andata (4ª) | andata (4ª) | 4ª giornata        | ritorno (25ª) | ritorno (25ª) |
|             |             |                    |               |               |
| 23 set.     | 0-0         | AlbinoLeffe-Arezzo | 1-2           | 24 feb.       |
| 23 set.     | 0-0         | Bari-Vicenza       | 0-3           | 24 feb.       |
| 25 set.     | 1-3         | Bologna-Rimini     | 0-0           | 24 feb.       |
| 23 set.     | 3-3         | Cesena-Pescara     | 0-1           | 24 feb.       |
| 23 set.     | 2-2         | Frosinone-Spezia   | 1-1           | 24 feb.       |
| 23 set.     | 2-0         | Genoa-Piacenza     | 1-3           | 24 feb.       |
| 23 set.     | 4-0         | Juventus-Modena    | 1-0           | 23 feb.       |
| 23 set.     | 3-0         | Mantova-Crotone    | 1-2           | 24 feb.       |
| 23 set.     | 1-1         | Napoli-Triestina   | 3-1           | 24 feb.       |
| 25 set.     | 1-0         | Treviso-Lecce      | 1-1           | 26 feb.       |
| 23 set.     | 0-1         | Verona-Brescia     | 0-0           | 24 feb.       |

| andata (3ª) | andata (3ª) | 3ª giornata           | ritorno (24ª) | ritorno (24ª) |
|             |             |                       |               |               |
| 19 set.     | 0-0         | Arezzo-Napoli         | 2-2           | 17 feb.       |
| 19 set.     | 2-1         | Brescia-Treviso       | 0-2           | 18 feb.       |
| 19 set.     | 0-3         | Crotone-Juventus      | 0-5           | 18 feb.       |
| 19 set.     | 2-0         | Lecce-Mantova         | 0-4           | 18 feb.       |
| 19 set.     | 2-0         | Modena-Genoa          | 0-1           | 18 feb.       |
| 19 set.     | 0-1         | Pescara-Bari          | 2-1           | 18 feb.       |
| 19 set.     | 1-0         | Piacenza-Bologna      | 2-0           | 18 feb.       |
| 19 set.     | 2-1         | Rimini-Frosinone      | 1-2           | 18 feb.       |
| 20 set.     | 1-0         | Spezia-Verona         | 1-1           | 18 feb.       |
| 19 set.     | 1-2         | Triestina-AlbinoLeffe | 1-2           | 18 feb.       |
| 20 set.     | 0-1         | Vicenza-Cesena        | 2-1           | 18 feb.       |

| andata (4ª) | andata (4ª) | 4ª giornata        | ritorno (25ª) | ritorno (25ª) |
|             |             |                    |               |               |
| 23 set.     | 0-0         | AlbinoLeffe-Arezzo | 1-2           | 24 feb.       |
| 23 set.     | 0-0         | Bari-Vicenza       | 0-3           | 24 feb.       |
| 25 set.     | 1-3         | Bologna-Rimini     | 0-0           | 24 feb.       |
| 23 set.     | 3-3         | Cesena-Pescara     | 0-1           | 24 feb.       |
| 23 set.     | 2-2         | Frosinone-Spezia   | 1-1           | 24 feb.       |
| 23 set.     | 2-0         | Genoa-Piacenza     | 1-3           | 24 feb.       |
| 23 set.     | 4-0         | Juventus-Modena    | 1-0           | 23 feb.       |
| 23 set.     | 3-0         | Mantova-Crotone    | 1-2           | 24 feb.       |
| 23 set.     | 1-1         | Napoli-Triestina   | 3-1           | 24 feb.       |
| 25 set.     | 1-0         | Treviso-Lecce      | 1-1           | 26 feb.       |
| 23 set.     | 0-1         | Verona-Brescia     | 0-0           | 24 feb.       |

| andata (5ª) | andata (5ª) | 5ª giornata         | ritorno (26ª) | ritorno (26ª) |
|             |             |                     |               |               |
| 29 set.     | 0-1         | Arezzo-Bari         | 1-1           | 3 mar.        |
| 30 set.     | 1-1         | Bologna-Cesena      | 4-1           | 3 mar.        |
| 30 set.     | 1-1         | Brescia-AlbinoLeffe | 3-2           | 3 mar.        |
| 30 set.     | 0-2         | Crotone-Treviso     | 2-1           | 3 mar.        |
| 30 set.     | 3-2         | Lecce-Genoa         | 0-1           | 3 mar.        |
| 30 set.     | 0-0         | Pescara-Verona      | 1-2           | 3 mar.        |
| 30 set.     | 0-2         | Piacenza-Juventus   | 0-4           | 4 mar.        |
| 30 set.     | 1-1         | Rimini-Modena       | 0-0           | 3 mar.        |
| 30 set.     | 0-1         | Spezia-Napoli       | 1-3           | 3 mar.        |
| 2 ott.      | 0-0         | Triestina-Mantova   | 1-1           | 5 mar.        |
| 30 set.     | 1-2         | Vicenza-Frosinone   | 2-0           | 3 mar.        |

| andata (6ª) | andata (6ª) | 6ª giornata        | ritorno (27ª) | ritorno (27ª) |
|             |             |                    |               |               |
| 8 ott.      | 0-0         | AlbinoLeffe-Spezia | 1-3           | 10 mar.       |
| 9 ott.      | 2-0         | Bari-Bologna       | 0-2           | 9 mar.        |
| 1º nov.     | 0-1         | Cesena-Triestina   | 1-3           | 10 mar.       |
| 1º nov.     | 2-1         | Frosinone-Lecce    | 0-5           | 10 mar.       |
| 8 ott.      | 3-0         | Genoa-Arezzo       | 0-0           | 10 mar.       |
| 1º nov.     | 2-0         | Juventus-Brescia   | 1-3           | 10 mar.       |
| 8 ott.      | 2-0         | Mantova-Vicenza    | 0-0           | 10 mar.       |
| 8 ott.      | 2-0         | Modena-Pescara     | 6-2           | 10 mar.       |
| 8 ott.      | 1-0         | Napoli-Rimini      | 1-1           | 10 mar.       |
| 8 ott.      | 1-1         | Treviso-Piacenza   | 0-1           | 10 mar.       |
| 8 ott.      | 0-0         | Verona-Crotone     | 1-0           | 10 mar.       |

| andata (5ª) | andata (5ª) | 5ª giornata         | ritorno (26ª) | ritorno (26ª) |
|             |             |                     |               |               |
| 29 set.     | 0-1         | Arezzo-Bari         | 1-1           | 3 mar.        |
| 30 set.     | 1-1         | Bologna-Cesena      | 4-1           | 3 mar.        |
| 30 set.     | 1-1         | Brescia-AlbinoLeffe | 3-2           | 3 mar.        |
| 30 set.     | 0-2         | Crotone-Treviso     | 2-1           | 3 mar.        |
| 30 set.     | 3-2         | Lecce-Genoa         | 0-1           | 3 mar.        |
| 30 set.     | 0-0         | Pescara-Verona      | 1-2           | 3 mar.        |
| 30 set.     | 0-2         | Piacenza-Juventus   | 0-4           | 4 mar.        |
| 30 set.     | 1-1         | Rimini-Modena       | 0-0           | 3 mar.        |
| 30 set.     | 0-1         | Spezia-Napoli       | 1-3           | 3 mar.        |
| 2 ott.      | 0-0         | Triestina-Mantova   | 1-1           | 5 mar.        |
| 30 set.     | 1-2         | Vicenza-Frosinone   | 2-0           | 3 mar.        |

| andata (6ª) | andata (6ª) | 6ª giornata        | ritorno (27ª) | ritorno (27ª) |
|             |             |                    |               |               |
| 8 ott.      | 0-0         | AlbinoLeffe-Spezia | 1-3           | 10 mar.       |
| 9 ott.      | 2-0         | Bari-Bologna       | 0-2           | 9 mar.        |
| 1º nov.     | 0-1         | Cesena-Triestina   | 1-3           | 10 mar.       |
| 1º nov.     | 2-1         | Frosinone-Lecce    | 0-5           | 10 mar.       |
| 8 ott.      | 3-0         | Genoa-Arezzo       | 0-0           | 10 mar.       |
| 1º nov.     | 2-0         | Juventus-Brescia   | 1-3           | 10 mar.       |
| 8 ott.      | 2-0         | Mantova-Vicenza    | 0-0           | 10 mar.       |
| 8 ott.      | 2-0         | Modena-Pescara     | 6-2           | 10 mar.       |
| 8 ott.      | 1-0         | Napoli-Rimini      | 1-1           | 10 mar.       |
| 8 ott.      | 1-1         | Treviso-Piacenza   | 0-1           | 10 mar.       |
| 8 ott.      | 0-0         | Verona-Crotone     | 1-0           | 10 mar.       |

| andata (7ª) | andata (7ª) | 7ª giornata         | ritorno (28ª) | ritorno (28ª) |
|             |             |                     |               |               |
| 14 ott.     | 0-1         | Arezzo-Triestina    | 0-2           | 13 mar.       |
| 14 ott.     | 2-0         | Bologna-Modena      | 1-1           | 13 mar.       |
| 14 ott.     | 0-2         | Brescia-Genoa       | 0-3           | 13 mar.       |
| 14 ott.     | 1-0         | Cesena-Bari         | 2-0           | 13 mar.       |
| 14 ott.     | 1-1         | Crotone-AlbinoLeffe | 1-2           | 14 mar.       |
| 14 ott.     | 1-2         | Lecce-Rimini        | 0-1           | 13 mar.       |
| 14 ott.     | 0-2         | Pescara-Frosinone   | 0-0           | 13 mar.       |
| 14 ott.     | 1-0         | Piacenza-Verona     | 1-3           | 13 mar.       |
| 14 ott.     | 1-1         | Spezia-Mantova      | 0-0           | 13 mar.       |
| 16 ott.     | 0-1         | Treviso-Juventus    | 0-1           | 13 mar.       |
| 13 ott.     | 1-1         | Vicenza-Napoli      | 0-0           | 13 mar.       |

| andata (8ª) | andata (8ª) | 8ª giornata        | ritorno (29ª) | ritorno (29ª) |
|             |             |                    |               |               |
| 21 ott.     | 1-1         | Arezzo-Spezia      | 1-3           | 17 mar.       |
| 21 ott.     | 2-0         | Bari-Treviso       | 0-0           | 17 mar.       |
| 21 ott.     | 0-1         | Frosinone-Piacenza | 0-3           | 17 mar.       |
| 21 ott.     | 4-3         | Genoa-Cesena       | 1-2           | 17 mar.       |
| 21 ott.     | 0-2         | Mantova-Bologna    | 1-1           | 16 mar.       |
| 21 ott.     | 2-0         | Modena-Lecce       | 0-1           | 17 mar.       |
| 21 ott.     | 1-0         | Napoli-Crotone     | 1-2           | 17 mar.       |
| 21 ott.     | 0-0         | Pescara-Vicenza    | 0-1           | 17 mar.       |
| 20 ott.     | 2-0         | Rimini-Brescia     | 2-0           | 17 mar.       |
| 21 ott.     | 0-1         | Triestina-Juventus | 1-5           | 19 mar.       |
| 23 ott.     | 0-1         | Verona-AlbinoLeffe | 1-1           | 17 mar.       |

| andata (7ª) | andata (7ª) | 7ª giornata         | ritorno (28ª) | ritorno (28ª) |
|             |             |                     |               |               |
| 14 ott.     | 0-1         | Arezzo-Triestina    | 0-2           | 13 mar.       |
| 14 ott.     | 2-0         | Bologna-Modena      | 1-1           | 13 mar.       |
| 14 ott.     | 0-2         | Brescia-Genoa       | 0-3           | 13 mar.       |
| 14 ott.     | 1-0         | Cesena-Bari         | 2-0           | 13 mar.       |
| 14 ott.     | 1-1         | Crotone-AlbinoLeffe | 1-2           | 14 mar.       |
| 14 ott.     | 1-2         | Lecce-Rimini        | 0-1           | 13 mar.       |
| 14 ott.     | 0-2         | Pescara-Frosinone   | 0-0           | 13 mar.       |
| 14 ott.     | 1-0         | Piacenza-Verona     | 1-3           | 13 mar.       |
| 14 ott.     | 1-1         | Spezia-Mantova      | 0-0           | 13 mar.       |
| 16 ott.     | 0-1         | Treviso-Juventus    | 0-1           | 13 mar.       |
| 13 ott.     | 1-1         | Vicenza-Napoli      | 0-0           | 13 mar.       |

| andata (8ª) | andata (8ª) | 8ª giornata        | ritorno (29ª) | ritorno (29ª) |
|             |             |                    |               |               |
| 21 ott.     | 1-1         | Arezzo-Spezia      | 1-3           | 17 mar.       |
| 21 ott.     | 2-0         | Bari-Treviso       | 0-0           | 17 mar.       |
| 21 ott.     | 0-1         | Frosinone-Piacenza | 0-3           | 17 mar.       |
| 21 ott.     | 4-3         | Genoa-Cesena       | 1-2           | 17 mar.       |
| 21 ott.     | 0-2         | Mantova-Bologna    | 1-1           | 16 mar.       |
| 21 ott.     | 2-0         | Modena-Lecce       | 0-1           | 17 mar.       |
| 21 ott.     | 1-0         | Napoli-Crotone     | 1-2           | 17 mar.       |
| 21 ott.     | 0-0         | Pescara-Vicenza    | 0-1           | 17 mar.       |
| 20 ott.     | 2-0         | Rimini-Brescia     | 2-0           | 17 mar.       |
| 21 ott.     | 0-1         | Triestina-Juventus | 1-5           | 19 mar.       |
| 23 ott.     | 0-1         | Verona-AlbinoLeffe | 1-1           | 17 mar.       |

| andata (9ª) | andata (9ª) | 9ª giornata        | ritorno (30ª) | ritorno (30ª) |
|             |             |                    |               |               |
| 28 ott.     | 1-0         | AlbinoLeffe-Napoli | 0-1           | 1º mag.       |
| 28 ott.     | 2-1         | Bologna-Vicenza    | 1-1           | 1º mag.       |
| 27 ott.     | 1-0         | Brescia-Modena     | 0-1           | 1º mag.       |
| 28 ott.     | 2-0         | Cesena-Arezzo      | 0-3           | 1º mag.       |
| 28 ott.     | 0-2         | Crotone-Rimini     | 0-1           | 1º mag.       |
| 28 ott.     | 1-0         | Juventus-Frosinone | 2-0           | 1º mag.       |
| 28 ott.     | 2-2         | Lecce-Triestina    | 3-2           | 1º mag.       |
| 28 ott.     | 2-1         | Piacenza-Bari      | 2-1           | 1º mag.       |
| 28 ott.     | 2-2         | Spezia-Pescara     | 2-0           | 1º mag.       |
| 28 ott.     | 1-1         | Treviso-Mantova    | 0-0           | 1º mag.       |
| 30 ott.     | 1-1         | Verona-Genoa       | 1-3           | 1º mag.       |

| andata (10ª) | andata (10ª) | 10ª giornata       | ritorno (31ª) | ritorno (31ª) |
|              |              |                    |               |               |
| 4 nov.       | 0-1          | Arezzo-Lecce       | 0-1           | 25 mar.       |
| 4 nov.       | 2-0          | Bari-Spezia        | 2-1           | 25 mar.       |
| 4 nov.       | 2-1          | Frosinone-Bologna  | 0-1           | 25 mar.       |
| 4 nov.       | 1-1          | Genoa-Crotone      | 3-0           | 25 mar.       |
| 4 nov.       | 4-3          | Mantova-Cesena     | 1-1           | 25 mar.       |
| 3 nov.       | 1-2          | Modena-Piacenza    | 1-5           | 26 mar.       |
| 6 nov.       | 1-1          | Napoli-Juventus    | 0-2           | 10 apr.       |
| 4 nov.       | 2-2          | Pescara-Treviso    | 0-1           | 10 apr.       |
| 4 nov.       | 1-1          | Rimini-AlbinoLeffe | 0-0           | 25 mar.       |
| 4 nov.       | 0-0          | Triestina-Brescia  | 0-2           | 10 apr.       |
| 4 nov.       | 0-1          | Vicenza-Verona     | 1-2           | 25 mar.       |

| andata (9ª) | andata (9ª) | 9ª giornata        | ritorno (30ª) | ritorno (30ª) |
|             |             |                    |               |               |
| 28 ott.     | 1-0         | AlbinoLeffe-Napoli | 0-1           | 1º mag.       |
| 28 ott.     | 2-1         | Bologna-Vicenza    | 1-1           | 1º mag.       |
| 27 ott.     | 1-0         | Brescia-Modena     | 0-1           | 1º mag.       |
| 28 ott.     | 2-0         | Cesena-Arezzo      | 0-3           | 1º mag.       |
| 28 ott.     | 0-2         | Crotone-Rimini     | 0-1           | 1º mag.       |
| 28 ott.     | 1-0         | Juventus-Frosinone | 2-0           | 1º mag.       |
| 28 ott.     | 2-2         | Lecce-Triestina    | 3-2           | 1º mag.       |
| 28 ott.     | 2-1         | Piacenza-Bari      | 2-1           | 1º mag.       |
| 28 ott.     | 2-2         | Spezia-Pescara     | 2-0           | 1º mag.       |
| 28 ott.     | 1-1         | Treviso-Mantova    | 0-0           | 1º mag.       |
| 30 ott.     | 1-1         | Verona-Genoa       | 1-3           | 1º mag.       |

| andata (10ª) | andata (10ª) | 10ª giornata       | ritorno (31ª) | ritorno (31ª) |
|              |              |                    |               |               |
| 4 nov.       | 0-1          | Arezzo-Lecce       | 0-1           | 25 mar.       |
| 4 nov.       | 2-0          | Bari-Spezia        | 2-1           | 25 mar.       |
| 4 nov.       | 2-1          | Frosinone-Bologna  | 0-1           | 25 mar.       |
| 4 nov.       | 1-1          | Genoa-Crotone      | 3-0           | 25 mar.       |
| 4 nov.       | 4-3          | Mantova-Cesena     | 1-1           | 25 mar.       |
| 3 nov.       | 1-2          | Modena-Piacenza    | 1-5           | 26 mar.       |
| 6 nov.       | 1-1          | Napoli-Juventus    | 0-2           | 10 apr.       |
| 4 nov.       | 2-2          | Pescara-Treviso    | 0-1           | 10 apr.       |
| 4 nov.       | 1-1          | Rimini-AlbinoLeffe | 0-0           | 25 mar.       |
| 4 nov.       | 0-0          | Triestina-Brescia  | 0-2           | 10 apr.       |
| 4 nov.       | 0-1          | Vicenza-Verona     | 1-2           | 25 mar.       |

| andata (11ª) | andata (11ª) | 11ª giornata      | ritorno (32ª) | ritorno (32ª) |
|              |              |                   |               |               |
| 11 nov.      | 1-1          | AlbinoLeffe-Genoa | 0-1           | 30 mar.       |
| 13 nov.      | 0-1          | Bari-Napoli       | 1-1           | 31 mar.       |
| 11 nov.      | 1-0          | Bologna-Arezzo    | 1-1           | 31 mar.       |
| 11 nov.      | 0-0          | Brescia-Mantova   | 1-2           | 31 mar.       |
| 11 nov.      | 2-1          | Cesena-Frosinone  | 1-4           | 31 mar.       |
| 11 nov.      | 3-0          | Crotone-Modena    | 2-3           | 31 mar.       |
| 11 nov.      | 2-0          | Juventus-Pescara  | 1-0           | 31 mar.       |
| 11 nov.      | 3-2          | Piacenza-Lecce    | 0-1           | 31 mar.       |
| 11 nov.      | 1-0          | Spezia-Vicenza    | 0-1           | 30 mar.       |
| 10 nov.      | 1-0          | Treviso-Rimini    | 0-2           | 31 mar.       |
| 11 nov.      | 0-1          | Verona-Triestina  | 1-1           | 31 mar.       |

| andata (12ª) | andata (12ª) | 12ª giornata         | ritorno (33ª) | ritorno (33ª) |
|              |              |                      |               |               |
| 18 nov.      | 1-1          | AlbinoLeffe-Juventus | 1-1           | 6 apr.        |
| 18 nov.      | 0-2          | Arezzo-Brescia       | 0-1           | 6 apr.        |
| 18 nov.      | 1-0          | Frosinone-Bari       | 1-1           | 6 apr.        |
| 18 nov.      | 1-2          | Genoa-Spezia         | 2-1           | 6 apr.        |
| 18 nov.      | 0-1          | Lecce-Crotone        | 3-1           | 6 apr.        |
| 20 nov.      | 1-0          | Mantova-Piacenza     | 4-3           | 6 apr.        |
| 18 nov.      | 0-1          | Modena-Cesena        | 0-1           | 6 apr.        |
| 18 nov.      | 1-0          | Napoli-Bologna       | 3-2           | 6 apr.        |
| 18 nov.      | 3-0          | Rimini-Verona        | 0-1           | 6 apr.        |
| 17 nov.      | 2-1          | Triestina-Pescara    | 0-2           | 6 apr.        |
| 18 nov.      | 2-2          | Vicenza-Treviso      | 1-1           | 6 apr.        |

| andata (11ª) | andata (11ª) | 11ª giornata      | ritorno (32ª) | ritorno (32ª) |
|              |              |                   |               |               |
| 11 nov.      | 1-1          | AlbinoLeffe-Genoa | 0-1           | 30 mar.       |
| 13 nov.      | 0-1          | Bari-Napoli       | 1-1           | 31 mar.       |
| 11 nov.      | 1-0          | Bologna-Arezzo    | 1-1           | 31 mar.       |
| 11 nov.      | 0-0          | Brescia-Mantova   | 1-2           | 31 mar.       |
| 11 nov.      | 2-1          | Cesena-Frosinone  | 1-4           | 31 mar.       |
| 11 nov.      | 3-0          | Crotone-Modena    | 2-3           | 31 mar.       |
| 11 nov.      | 2-0          | Juventus-Pescara  | 1-0           | 31 mar.       |
| 11 nov.      | 3-2          | Piacenza-Lecce    | 0-1           | 31 mar.       |
| 11 nov.      | 1-0          | Spezia-Vicenza    | 0-1           | 30 mar.       |
| 10 nov.      | 1-0          | Treviso-Rimini    | 0-2           | 31 mar.       |
| 11 nov.      | 0-1          | Verona-Triestina  | 1-1           | 31 mar.       |

| andata (12ª) | andata (12ª) | 12ª giornata         | ritorno (33ª) | ritorno (33ª) |
|              |              |                      |               |               |
| 18 nov.      | 1-1          | AlbinoLeffe-Juventus | 1-1           | 6 apr.        |
| 18 nov.      | 0-2          | Arezzo-Brescia       | 0-1           | 6 apr.        |
| 18 nov.      | 1-0          | Frosinone-Bari       | 1-1           | 6 apr.        |
| 18 nov.      | 1-2          | Genoa-Spezia         | 2-1           | 6 apr.        |
| 18 nov.      | 0-1          | Lecce-Crotone        | 3-1           | 6 apr.        |
| 20 nov.      | 1-0          | Mantova-Piacenza     | 4-3           | 6 apr.        |
| 18 nov.      | 0-1          | Modena-Cesena        | 0-1           | 6 apr.        |
| 18 nov.      | 1-0          | Napoli-Bologna       | 3-2           | 6 apr.        |
| 18 nov.      | 3-0          | Rimini-Verona        | 0-1           | 6 apr.        |
| 17 nov.      | 2-1          | Triestina-Pescara    | 0-2           | 6 apr.        |
| 18 nov.      | 2-2          | Vicenza-Treviso      | 1-1           | 6 apr.        |

| andata (13ª) | andata (13ª) | 13ª giornata         | ritorno (34ª) | ritorno (34ª) |
|              |              |                      |               |               |
| 25 nov.      | 0-0          | Bari-Triestina       | 0-1           | 14 apr.       |
| 24 nov.      | 3-1          | Bologna-Genoa        | 0-3           | 13 apr.       |
| 25 nov.      | 2-2          | Brescia-Crotone      | 0-0           | 14 apr.       |
| 25 nov.      | 1-1          | Cesena-Rimini        | 0-1           | 14 apr.       |
| 27 nov.      | 1-1          | Frosinone-Mantova    | 1-1           | 14 apr.       |
| 25 nov.      | 4-1          | Juventus-Lecce       | 3-1           | 14 apr.       |
| 25 nov.      | 0-1          | Pescara-Napoli       | 0-1           | 14 apr.       |
| 25 nov.      | 1-1          | Piacenza-AlbinoLeffe | 0-2           | 14 apr.       |
| 25 nov.      | 0-1          | Spezia-Modena        | 0-4           | 14 apr.       |
| 25 nov.      | 1-1          | Treviso-Verona       | 0-0           | 14 apr.       |
| 25 nov.      | 2-0          | Vicenza-Arezzo       | 1-2           | 13 apr.       |

| andata (14ª) | andata (14ª) | 14ª giornata       | ritorno (35ª) | ritorno (35ª) |
|              |              |                    |               |               |
| 2 dic.       | 3-3          | AlbinoLeffe-Cesena | 2-2           | 23 apr.       |
| 2 dic.       | 4-1          | Arezzo-Pescara     | 2-1           | 21 apr.       |
| 2 dic.       | 0-0          | Crotone-Piacenza   | 1-2           | 21 apr.       |
| 1º dic.      | 1-1          | Genoa-Juventus     | 1-3           | 21 apr.       |
| 4 dic.       | 2-1          | Lecce-Brescia      | 0-1           | 21 apr.       |
| 2 dic.       | 0-0          | Mantova-Bari       | 1-0           | 23 apr.       |
| 2 dic.       | 1-0          | Modena-Treviso     | 1-1           | 21 apr.       |
| 2 dic.       | 1-1          | Napoli-Frosinone   | 2-1           | 21 apr.       |
| 2 dic.       | 1-1          | Rimini-Vicenza     | 1-1           | 21 apr.       |
| 2 dic.       | 2-1          | Triestina-Spezia   | 2-2           | 21 apr.       |
| 2 dic.       | 0-1          | Verona-Bologna     | 0-2           | 21 apr.       |

| andata (13ª) | andata (13ª) | 13ª giornata         | ritorno (34ª) | ritorno (34ª) |
|              |              |                      |               |               |
| 25 nov.      | 0-0          | Bari-Triestina       | 0-1           | 14 apr.       |
| 24 nov.      | 3-1          | Bologna-Genoa        | 0-3           | 13 apr.       |
| 25 nov.      | 2-2          | Brescia-Crotone      | 0-0           | 14 apr.       |
| 25 nov.      | 1-1          | Cesena-Rimini        | 0-1           | 14 apr.       |
| 27 nov.      | 1-1          | Frosinone-Mantova    | 1-1           | 14 apr.       |
| 25 nov.      | 4-1          | Juventus-Lecce       | 3-1           | 14 apr.       |
| 25 nov.      | 0-1          | Pescara-Napoli       | 0-1           | 14 apr.       |
| 25 nov.      | 1-1          | Piacenza-AlbinoLeffe | 0-2           | 14 apr.       |
| 25 nov.      | 0-1          | Spezia-Modena        | 0-4           | 14 apr.       |
| 25 nov.      | 1-1          | Treviso-Verona       | 0-0           | 14 apr.       |
| 25 nov.      | 2-0          | Vicenza-Arezzo       | 1-2           | 13 apr.       |

| andata (14ª) | andata (14ª) | 14ª giornata       | ritorno (35ª) | ritorno (35ª) |
|              |              |                    |               |               |
| 2 dic.       | 3-3          | AlbinoLeffe-Cesena | 2-2           | 23 apr.       |
| 2 dic.       | 4-1          | Arezzo-Pescara     | 2-1           | 21 apr.       |
| 2 dic.       | 0-0          | Crotone-Piacenza   | 1-2           | 21 apr.       |
| 1º dic.      | 1-1          | Genoa-Juventus     | 1-3           | 21 apr.       |
| 4 dic.       | 2-1          | Lecce-Brescia      | 0-1           | 21 apr.       |
| 2 dic.       | 0-0          | Mantova-Bari       | 1-0           | 23 apr.       |
| 2 dic.       | 1-0          | Modena-Treviso     | 1-1           | 21 apr.       |
| 2 dic.       | 1-1          | Napoli-Frosinone   | 2-1           | 21 apr.       |
| 2 dic.       | 1-1          | Rimini-Vicenza     | 1-1           | 21 apr.       |
| 2 dic.       | 2-1          | Triestina-Spezia   | 2-2           | 21 apr.       |
| 2 dic.       | 0-1          | Verona-Bologna     | 0-2           | 21 apr.       |

| andata (15ª) | andata (15ª) | 15ª giornata        | ritorno (36ª) | ritorno (36ª) |
|              |              |                     |               |               |
| 9 dic.       | 1-0          | Bari-Modena         | 1-2           | 28 apr.       |
| 9 dic.       | 3-1          | Bologna-Lecce       | 1-2           | 28 apr.       |
| 11 dic.      | 1-1          | Cesena-Napoli       | 0-2           | 28 apr.       |
| 9 dic.       | 2-1          | Frosinone-Brescia   | 0-1           | 28 apr.       |
| 9 dic.       | 1-0          | Juventus-Verona     | 1-0           | 27 apr.       |
| 9 dic.       | 0-0          | Mantova-AlbinoLeffe | 1-2           | 28 apr.       |
| 9 dic.       | 0-5          | Pescara-Rimini      | 2-2           | 28 apr.       |
| 9 dic.       | 1-0          | Piacenza-Arezzo     | 0-1           | 28 apr.       |
| 8 dic.       | 2-1          | Spezia-Crotone      | 2-0           | 28 apr.       |
| 9 dic.       | 2-3          | Treviso-Genoa       | 1-2           | 27 apr.       |
| 9 dic.       | 3-0          | Vicenza-Triestina   | 0-0           | 28 apr.       |

| andata (16ª) | andata (16ª) | 16ª giornata        | ritorno (37ª) | ritorno (37ª) |
|              |              |                     |               |               |
| 16 dic.      | 3-1          | AlbinoLeffe-Treviso | 1-3           | 5 mag.        |
| 16 dic.      | 1-1          | Brescia-Spezia      | 3-1           | 5 mag.        |
| 15 dic.      | 2-2          | Crotone-Pescara     | 3-2           | 5 mag.        |
| 16 dic.      | 3-2          | Genoa-Frosinone     | 2-0           | 5 mag.        |
| 16 gen.      | 2-1          | Juventus-Cesena     | 2-2           | 6 mag.        |
| 16 dic.      | 1-3          | Lecce-Bari          | 1-1           | 5 mag.        |
| 16 dic.      | 1-1          | Modena-Vicenza      | 0-2           | 5 mag.        |
| 16 dic.      | 0-0          | Napoli-Mantova      | 0-1           | 5 mag.        |
| 16 dic.      | 2-0          | Rimini-Piacenza     | 1-1           | 5 mag.        |
| 16 dic.      | 1-3          | Triestina-Bologna   | 0-0           | 5 mag.        |
| 16 dic.      | 0-1          | Verona-Arezzo       | 1-3           | 5 mag.        |

| andata (15ª) | andata (15ª) | 15ª giornata        | ritorno (36ª) | ritorno (36ª) |
|              |              |                     |               |               |
| 9 dic.       | 1-0          | Bari-Modena         | 1-2           | 28 apr.       |
| 9 dic.       | 3-1          | Bologna-Lecce       | 1-2           | 28 apr.       |
| 11 dic.      | 1-1          | Cesena-Napoli       | 0-2           | 28 apr.       |
| 9 dic.       | 2-1          | Frosinone-Brescia   | 0-1           | 28 apr.       |
| 9 dic.       | 1-0          | Juventus-Verona     | 1-0           | 27 apr.       |
| 9 dic.       | 0-0          | Mantova-AlbinoLeffe | 1-2           | 28 apr.       |
| 9 dic.       | 0-5          | Pescara-Rimini      | 2-2           | 28 apr.       |
| 9 dic.       | 1-0          | Piacenza-Arezzo     | 0-1           | 28 apr.       |
| 8 dic.       | 2-1          | Spezia-Crotone      | 2-0           | 28 apr.       |
| 9 dic.       | 2-3          | Treviso-Genoa       | 1-2           | 27 apr.       |
| 9 dic.       | 3-0          | Vicenza-Triestina   | 0-0           | 28 apr.       |

| andata (16ª) | andata (16ª) | 16ª giornata        | ritorno (37ª) | ritorno (37ª) |
|              |              |                     |               |               |
| 16 dic.      | 3-1          | AlbinoLeffe-Treviso | 1-3           | 5 mag.        |
| 16 dic.      | 1-1          | Brescia-Spezia      | 3-1           | 5 mag.        |
| 15 dic.      | 2-2          | Crotone-Pescara     | 3-2           | 5 mag.        |
| 16 dic.      | 3-2          | Genoa-Frosinone     | 2-0           | 5 mag.        |
| 16 gen.      | 2-1          | Juventus-Cesena     | 2-2           | 6 mag.        |
| 16 dic.      | 1-3          | Lecce-Bari          | 1-1           | 5 mag.        |
| 16 dic.      | 1-1          | Modena-Vicenza      | 0-2           | 5 mag.        |
| 16 dic.      | 0-0          | Napoli-Mantova      | 0-1           | 5 mag.        |
| 16 dic.      | 2-0          | Rimini-Piacenza     | 1-1           | 5 mag.        |
| 16 dic.      | 1-3          | Triestina-Bologna   | 0-0           | 5 mag.        |
| 16 dic.      | 0-1          | Verona-Arezzo       | 1-3           | 5 mag.        |

| andata (17ª) | andata (17ª) | 17ª giornata        | ritorno (38ª) | ritorno (38ª) |
|              |              |                     |               |               |
| 19 dic.      | 0-0          | Arezzo-Crotone      | 2-1           | 12 mag.       |
| 19 dic.      | 2-2          | Bari-Rimini         | 1-0           | 12 mag.       |
| 19 dic.      | 0-1          | Bologna-Juventus    | 1-3           | 12 mag.       |
| 19 dic.      | 0-0          | Cesena-Treviso      | 1-1           | 12 mag.       |
| 19 dic.      | 2-1          | Frosinone-Verona    | 2-2           | 12 mag.       |
| 19 dic.      | 1-0          | Mantova-Modena      | 2-2           | 12 mag.       |
| 19 dic.      | 3-1          | Napoli-Brescia      | 1-0           | 15 mag.       |
| 19 dic.      | 0-2          | Pescara-Piacenza    | 1-3           | 12 mag.       |
| 19 dic.      | 0-2          | Spezia-Lecce        | 1-0           | 12 mag.       |
| 19 dic.      | 0-1          | Triestina-Genoa     | 2-3           | 13 mag.       |
| 19 dic.      | 0-1          | Vicenza-AlbinoLeffe | 0-0           | 12 mag.       |

| andata (18ª) | andata (18ª) | 18ª giornata        | ritorno (39ª) | ritorno (39ª) |
|              |              |                     |               |               |
| 22 dic.      | 0-0          | AlbinoLeffe-Pescara | 3-2           | 19 mag.       |
| 22 dic.      | 1-1          | Brescia-Bologna     | 1-0           | 19 mag.       |
| 16 gen.      | 0-0          | Crotone-Triestina   | 0-2           | 19 mag.       |
| 22 dic.      | 0-0          | Genoa-Bari          | 2-2           | 19 mag.       |
| 22 dic.      | 2-2          | Juventus-Arezzo     | 5-1           | 19 mag.       |
| 22 dic.      | 1-2          | Lecce-Vicenza       | 3-1           | 19 mag.       |
| 22 dic.      | 0-0          | Modena-Napoli       | 1-1           | 19 mag.       |
| 22 dic.      | 4-0          | Piacenza-Cesena     | 1-1           | 19 mag.       |
| 22 dic.      | 2-1          | Rimini-Spezia       | 4-3           | 19 mag.       |
| 22 dic.      | 3-0          | Treviso-Frosinone   | 1-1           | 19 mag.       |
| 22 dic.      | 0-3          | Verona-Mantova      | 2-0           | 19 mag.       |

| andata (17ª) | andata (17ª) | 17ª giornata        | ritorno (38ª) | ritorno (38ª) |
|              |              |                     |               |               |
| 19 dic.      | 0-0          | Arezzo-Crotone      | 2-1           | 12 mag.       |
| 19 dic.      | 2-2          | Bari-Rimini         | 1-0           | 12 mag.       |
| 19 dic.      | 0-1          | Bologna-Juventus    | 1-3           | 12 mag.       |
| 19 dic.      | 0-0          | Cesena-Treviso      | 1-1           | 12 mag.       |
| 19 dic.      | 2-1          | Frosinone-Verona    | 2-2           | 12 mag.       |
| 19 dic.      | 1-0          | Mantova-Modena      | 2-2           | 12 mag.       |
| 19 dic.      | 3-1          | Napoli-Brescia      | 1-0           | 15 mag.       |
| 19 dic.      | 0-2          | Pescara-Piacenza    | 1-3           | 12 mag.       |
| 19 dic.      | 0-2          | Spezia-Lecce        | 1-0           | 12 mag.       |
| 19 dic.      | 0-1          | Triestina-Genoa     | 2-3           | 13 mag.       |
| 19 dic.      | 0-1          | Vicenza-AlbinoLeffe | 0-0           | 12 mag.       |

| andata (18ª) | andata (18ª) | 18ª giornata        | ritorno (39ª) | ritorno (39ª) |
|              |              |                     |               |               |
| 22 dic.      | 0-0          | AlbinoLeffe-Pescara | 3-2           | 19 mag.       |
| 22 dic.      | 1-1          | Brescia-Bologna     | 1-0           | 19 mag.       |
| 16 gen.      | 0-0          | Crotone-Triestina   | 0-2           | 19 mag.       |
| 22 dic.      | 0-0          | Genoa-Bari          | 2-2           | 19 mag.       |
| 22 dic.      | 2-2          | Juventus-Arezzo     | 5-1           | 19 mag.       |
| 22 dic.      | 1-2          | Lecce-Vicenza       | 3-1           | 19 mag.       |
| 22 dic.      | 0-0          | Modena-Napoli       | 1-1           | 19 mag.       |
| 22 dic.      | 4-0          | Piacenza-Cesena     | 1-1           | 19 mag.       |
| 22 dic.      | 2-1          | Rimini-Spezia       | 4-3           | 19 mag.       |
| 22 dic.      | 3-0          | Treviso-Frosinone   | 1-1           | 19 mag.       |
| 22 dic.      | 0-3          | Verona-Mantova      | 2-0           | 19 mag.       |

| andata (19ª) | andata (19ª) | 19ª giornata      | ritorno (40ª) | ritorno (40ª) |
|              |              |                   |               |               |
| 15 gen.      | 4-1          | Arezzo-Rimini     | 2-0           | 26 mag.       |
| 13 gen.      | 0-0          | Bari-AlbinoLeffe  | 3-2           | 26 mag.       |
| 13 gen.      | 0-0          | Bologna-Treviso   | 1-1           | 26 mag.       |
| 13 gen.      | 0-0          | Cesena-Lecce      | 0-2           | 26 mag.       |
| 13 gen.      | 1-1          | Frosinone-Crotone | 3-2           | 26 mag.       |
| 13 gen.      | 1-0          | Mantova-Juventus  | 0-2           | 26 mag.       |
| 13 gen.      | 1-0          | Napoli-Verona     | 3-1           | 26 mag.       |
| 13 gen.      | 2-1          | Pescara-Genoa     | 0-3           | 26 mag.       |
| 12 gen.      | 3-3          | Spezia-Piacenza   | 1-2           | 26 mag.       |
| 13 gen.      | 1-0          | Triestina-Modena  | 0-1           | 26 mag.       |
| 13 gen.      | 1-3          | Vicenza-Brescia   | 0-3           | 26 mag.       |

| andata (20ª) | andata (20ª) | 20ª giornata          | ritorno (41ª) | ritorno (41ª) |
|              |              |                       |               |               |
| 20 gen.      | 1-1          | AlbinoLeffe-Frosinone | 0-2           | 3 giu.        |
| 20 gen.      | 2-1          | Brescia-Pescara       | 3-1           | 3 giu.        |
| 20 gen.      | 0-0          | Crotone-Bologna       | 1-2           | 3 giu.        |
| 19 gen.      | 2-1          | Genoa-Mantova         | 0-1           | 3 giu.        |
| 20 gen.      | 4-2          | Juventus-Bari         | 0-1           | 3 giu.        |
| 20 gen.      | 1-1          | Lecce-Napoli          | 0-1           | 3 giu.        |
| 22 gen.      | 1-1          | Modena-Arezzo         | 0-0           | 3 giu.        |
| 20 gen.      | 0-3          | Piacenza-Vicenza      | 2-1           | 3 giu.        |
| 20 gen.      | 1-1          | Rimini-Triestina      | 1-1           | 3 giu.        |
| 20 gen.      | 3-0          | Treviso-Spezia        | 2-1           | 3 giu.        |
| 20 gen.      | 2-1          | Verona-Cesena         | 1-0           | 3 giu.        |

| andata (19ª) | andata (19ª) | 19ª giornata      | ritorno (40ª) | ritorno (40ª) |
|              |              |                   |               |               |
| 15 gen.      | 4-1          | Arezzo-Rimini     | 2-0           | 26 mag.       |
| 13 gen.      | 0-0          | Bari-AlbinoLeffe  | 3-2           | 26 mag.       |
| 13 gen.      | 0-0          | Bologna-Treviso   | 1-1           | 26 mag.       |
| 13 gen.      | 0-0          | Cesena-Lecce      | 0-2           | 26 mag.       |
| 13 gen.      | 1-1          | Frosinone-Crotone | 3-2           | 26 mag.       |
| 13 gen.      | 1-0          | Mantova-Juventus  | 0-2           | 26 mag.       |
| 13 gen.      | 1-0          | Napoli-Verona     | 3-1           | 26 mag.       |
| 13 gen.      | 2-1          | Pescara-Genoa     | 0-3           | 26 mag.       |
| 12 gen.      | 3-3          | Spezia-Piacenza   | 1-2           | 26 mag.       |
| 13 gen.      | 1-0          | Triestina-Modena  | 0-1           | 26 mag.       |
| 13 gen.      | 1-3          | Vicenza-Brescia   | 0-3           | 26 mag.       |

| andata (20ª) | andata (20ª) | 20ª giornata          | ritorno (41ª) | ritorno (41ª) |
|              |              |                       |               |               |
| 20 gen.      | 1-1          | AlbinoLeffe-Frosinone | 0-2           | 3 giu.        |
| 20 gen.      | 2-1          | Brescia-Pescara       | 3-1           | 3 giu.        |
| 20 gen.      | 0-0          | Crotone-Bologna       | 1-2           | 3 giu.        |
| 19 gen.      | 2-1          | Genoa-Mantova         | 0-1           | 3 giu.        |
| 20 gen.      | 4-2          | Juventus-Bari         | 0-1           | 3 giu.        |
| 20 gen.      | 1-1          | Lecce-Napoli          | 0-1           | 3 giu.        |
| 22 gen.      | 1-1          | Modena-Arezzo         | 0-0           | 3 giu.        |
| 20 gen.      | 0-3          | Piacenza-Vicenza      | 2-1           | 3 giu.        |
| 20 gen.      | 1-1          | Rimini-Triestina      | 1-1           | 3 giu.        |
| 20 gen.      | 3-0          | Treviso-Spezia        | 2-1           | 3 giu.        |
| 20 gen.      | 2-1          | Verona-Cesena         | 1-0           | 3 giu.        |

| \| andata (21ª) \| andata (21ª) \| 21ª giornata \| ritorno (42ª) \| ritorno (42ª) \| \| \| \| \| \| \| \| 27 gen. \| 1-2 \| Arezzo-Treviso \| 3-1 \| 10 giu. \| \| 27 gen. \| 0-1 \| Bari-Verona \| 2-4 \| 10 giu. \| \| 27 gen. \| 1-0 \| Bologna-AlbinoLeffe \| 5-2 \| 10 giu. \| \| 27 gen. \| 2-1 \| Cesena-Brescia \| 2-4 \| 10 giu. \| \| 27 gen. \| 0-0 \| Frosinone-Modena \| 1-2 \| 10 giu. \| \| 27 gen. \| 2-1 \| Mantova-Rimini \| 1-2 \| 10 giu. \| \| 29 gen. \| 1-1 \| Napoli-Genoa \| 0-0 \| 10 giu. \| \| 26 gen. \| 2-1 \| Pescara-Lecce \| 1-4 \| 10 giu. \| \| 27 gen. \| 1-1 \| Spezia-Juventus \| 3-2 \| 10 giu. \| \| 27 gen. \| 0-0 \| Triestina-Piacenza \| 1-1 \| 10 giu. \| \| 27 gen. \| 1-0 \| Vicenza-Crotone \| 1-0 \| 10 giu. \| |              |                     |               |               |
| andata (21ª) | andata (21ª) | 21ª giornata        | ritorno (42ª) | ritorno (42ª) |
| |              |                     |               |               |
| 27 gen. | 1-2          | Arezzo-Treviso      | 3-1           | 10 giu.       |
| 27 gen. | 0-1          | Bari-Verona         | 2-4           | 10 giu.       |
| 27 gen. | 1-0          | Bologna-AlbinoLeffe | 5-2           | 10 giu.       |
| 27 gen. | 2-1          | Cesena-Brescia      | 2-4           | 10 giu.       |
| 27 gen. | 0-0          | Frosinone-Modena    | 1-2           | 10 giu.       |
| 27 gen. | 2-1          | Mantova-Rimini      | 1-2           | 10 giu.       |
| 29 gen. | 1-1          | Napoli-Genoa        | 0-0           | 10 giu.       |
| 26 gen. | 2-1          | Pescara-Lecce       | 1-4           | 10 giu.       |
| 27 gen. | 1-1          | Spezia-Juventus     | 3-2           | 10 giu.       |
| 27 gen. | 0-0          | Triestina-Piacenza  | 1-1           | 10 giu.       |
| 27 gen. | 1-0          | Vicenza-Crotone     | 1-0           | 10 giu.       |

| andata (21ª) | andata (21ª) | 21ª giornata        | ritorno (42ª) | ritorno (42ª) |
|              |              |                     |               |               |
| 27 gen.      | 1-2          | Arezzo-Treviso      | 3-1           | 10 giu.       |
| 27 gen.      | 0-1          | Bari-Verona         | 2-4           | 10 giu.       |
| 27 gen.      | 1-0          | Bologna-AlbinoLeffe | 5-2           | 10 giu.       |
| 27 gen.      | 2-1          | Cesena-Brescia      | 2-4           | 10 giu.       |
| 27 gen.      | 0-0          | Frosinone-Modena    | 1-2           | 10 giu.       |
| 27 gen.      | 2-1          | Mantova-Rimini      | 1-2           | 10 giu.       |
| 29 gen.      | 1-1          | Napoli-Genoa        | 0-0           | 10 giu.       |
| 26 gen.      | 2-1          | Pescara-Lecce       | 1-4           | 10 giu.       |
| 27 gen.      | 1-1          | Spezia-Juventus     | 3-2           | 10 giu.       |
| 27 gen.      | 0-0          | Triestina-Piacenza  | 1-1           | 10 giu.       |
| 27 gen.      | 1-0          | Vicenza-Crotone     | 1-0           | 10 giu.       |

## Spareggi

### Play-off
Non disputati.
Il Genoa è stato promosso direttamente in Serie A in quanto il distacco in classifica sulla quarta piazzata era di dieci punti. La regola per la disputa dei play-off prevedeva infatti che il distacco dovesse essere non superiore ai nove punti.

### Play-out
|        | Risultati |        | Luogo e data              |
| ------ | --------- | ------ | ------------------------- |
| Spezia | 2-1       | Verona | La Spezia, 15 giugno 2007 |
| Verona | 0-0       | Spezia | Verona, 21 giugno 2007    |
|        |           |        |                           |

## Statistiche

### Squadre

#### Capoliste solitarie
|    | —— | —— | ——      | ——      | ——    | ——    | ——    | ——    | ——    | ——  | ——  | ——     | ——     | ——  | ——  | ——       | ——       | ——  | ——       | ——       | ——  | ——  | ——  | ——  | ——  | ——  | ——       | ——       | ——       | ——       | ——       | ——       | ——       | ——       | ——       | ——       | ——       | ——       | ——       | ——       | ——       | —— |  |
|    |    |    | Brescia | Brescia | Genoa | Genoa | Genoa | Genoa | Genoa | Pia |     | Napoli | Napoli |     |     | Juventus | Juventus |     | Juventus | Juventus |     | Nap |     |     |     | Nap | Juventus | Juventus | Juventus | Juventus | Juventus | Juventus | Juventus | Juventus | Juventus | Juventus | Juventus | Juventus | Juventus | Juventus | Juventus |    |  |
|    |    |    |         |         |       |       |       |       |       |     |     |        |        |     |     |          |          |     |          |          |     |     |     |     |     |     |          |          |          |          |          |          |          |          |          |          |          |          |          |          |          |    |  |
|    |    |    |         |         |       |       |       |       |       |     |     |        |        |     |     |          |          |     |          |          |     |     |     |     |     |     |          |          |          |          |          |          |          |          |          |          |          |          |          |          |          |    |  |
| 1ª | 2ª | 3ª | 4ª      | 5ª      | 6ª    | 7ª    | 8ª    | 9ª    | 10ª   | 11ª | 12ª | 13ª    | 14ª    | 15ª | 16ª | 17ª      | 18ª      | 19ª | 20ª      | 21ª      | 22ª | 23ª | 24ª | 25ª | 26ª | 27ª | 28ª      | 29ª      | 30ª      | 31ª      | 32ª      | 33ª      | 34ª      | 35ª      | 36ª      | 37ª      | 38ª      | 39ª      | 40ª      | 41ª      | 42ª      |    |  |

#### Primati stagionali
- Maggior numero di vittorie: Juventus (28)
- Minor numero di sconfitte: Juventus (4)
- Migliore attacco: Juventus (83 gol fatti)
- Miglior difesa: Napoli (29 gol subiti)
- Miglior differenza reti: Juventus (+53)
- Maggior numero di pareggi: Albinoleffe (20)
- Minor numero di pareggi: Lecce (7)
- Maggior numero di sconfitte: Pescara (27)
- Minor numero di vittorie: Pescara (5)
- Peggiore attacco: Verona (34 gol fatti)
- Peggior difesa: Pescara (77 gol subiti)
- Peggior differenza reti: Pescara (-41)

### Individuali

#### Classifica marcatori
| Gol |  |  | Giocatore             | Squadra   |
| --- |  |  | --------------------- | --------- |
| 20  |  |  | Alessandro Del Piero  | Juventus  |
| 19  |  |  | Claudio Bellucci      | Bologna   |
| 15  |  |  | Papa Waigo            | Cesena    |
| 15  |  |  | David Trezeguet       | Juventus  |
| 14  |  |  | Daniele Cacia         | Piacenza  |
| 14  |  |  | Emanuele Calaiò       | Napoli    |
| 14  |  |  | Antonio Floro Flores  | Arezzo    |
| 13  |  |  | Jeda                  | Rimini    |
| 13  |  |  | Davide Possanzini     | Brescia   |
| 12  |  |  | Massimo Marazzina     | Bologna   |
| 12  |  |  | Daniele Martinetti    | Arezzo    |
| 11  |  |  | Robert Acquafresca    | Treviso   |
| 11  |  |  | Adaílton              | Genoa     |
| 11  |  |  | Gaetano Caridi        | Mantova   |
| 11  |  |  | Massimiliano Guidetti | Spezia    |
| 11  |  |  | Francesco Lodi        | Frosinone |
| 11  |  |  | Massimo Margiotta     | Frosinone |
| 11  |  |  | Pavel Nedvěd          | Juventus  |
| 11  |  |  | Matteo Serafini       | Brescia   |
| 11  |  |  | Simone Tiribocchi     | Lecce     |